# Matrimoni (film)
Matrimoni è un film del 1998 scritto e diretto da Cristina Comencini. Genere commedia romantica, regia di Frank Coraci.

## Trama
Alla vigilia di Natale, Giulia sta preparando, come è sua consuetudine, la cena per tutta la famiglia, ma uscendo per gli ultimi acquisti incontra per caso Fausto, suo vecchio amore che scombussola improvvisamente i suoi sentimenti.

## Produzione

### Riprese
Il film è stato girato a Bologna e a Trani.

## Riconoscimenti
- 1999 - Nastro d'argento
  - Candidatura per la Miglior sceneggiatura a Cristina Comencini
  - Candidatura per la Miglior attrice protagonista a Francesca Neri
  - Candidatura per la Miglior attrice non protagonista a Cecilia Dazzi
  - Candidatura per la Miglior attrice non protagonista a Lunetta Savino
- 1999 - David di Donatello
  - Migliore attrice non protagonista a Cecilia Dazzi
  - Candidatura per la Miglior sceneggiatura a Cristina Comencini
  - Candidatura per la Migliore attrice protagonista a Francesca Neri
  - Candidatura per il Migliore attore non protagonista a Emilio Solfrizzi
  - Candidatura per la Migliore attrice non protagonista a Lunetta Savino
  - Candidatura per il Miglior montaggio a Cecilia Zanuso
  - Candidatura per il Miglior sonoro a Bruno Pupparo